# Структурна теорема для скінченнопороджених модулів над областями головних ідеалів
Структурна теорема для скінченнопороджених модулів над областями головних ідеалів є узагальненням теореми про класифікацію скінченнопороджених абелевих груп. Ця теорема надає загальний спосіб розуміння деяких результатів про канонічні форми матриць.

## Теорема
Якщо векторний простір над полем k має скінченну породжувальну множину, з нього завжди можна вибрати базис, так що векторний простір буде ізоморфним kn. Для скінченнопороджених модулів це вже неправильно (контрприклад — {\displaystyle \mathbb {Z} _{2}}, який породжується одним елементом як Z-модуль), однак такий модуль можна подати як фактормодуль виду Rn/A (щоб побачити це, досить відобразити базис Rn у породжувальну множину і скористатися теоремою про гомоморфізм). Змінюючи вибір базису в Rn і породжувальної множини в модулі, можна звести цей фактор до простого вигляду, і це дає структурну теорему.
Формулювання структурної теореми зазвичай наводять у двох різних виглядах.

### Розкладання на інваріантні фактори
Кожен скінченнопороджений модуль M над областю головних ідеалів R ізоморфний єдиному модулу виду
{\displaystyle \bigoplus _{i}R/(d_{i})=R/(d_{1})\oplus R/(d_{2})\oplus \cdots \oplus R/(d_{n}),}
де {\displaystyle (d_{i})\neq R} і {\displaystyle d_{i}\vert d_{i+1}} (тобто {\displaystyle d_{i+1}} ділиться на {\displaystyle d_{i}}). Порядок ненульових {\displaystyle (d_{i})} визначений однозначно, як і число {\displaystyle (d_{i})=0}.
Таким чином, для вказання скінченнопородженого модуля M достатньо вказати ненульові {\displaystyle (d_{i})} (що задовольняють двом умовам) і число рівних нулю {\displaystyle (d_{i})}. Елементи {\displaystyle d_{i}} визначені однозначно з точністю до множення на оборотні елементи кільця і називаються інваріантними факторами.

### Розкладання на примарні фактори
Кожен скінченнопороджений модуль M над областю головних ідеалів R ізоморфний єдиному модулю виду
{\displaystyle \bigoplus _{i}R/(q_{i}),}
де {\displaystyle (q_{i})\neq R} і всі {\displaystyle (q_{i})} — примарні ідеали. При цьому самі {\displaystyle q_{i}} визначено однозначно (з точністю до множення на оборотні елементи).
У випадку, коли кільце R є евклідовим, усі примарні ідеали — це степені простих, тобто {\displaystyle (q_{i})=(p_{i}^{r_{i}})}.

### Начерк доведення для евклідових кілець
Багато областей головних ідеалів є також евклідовими кільцями. До того ж, доведення для евклідових кілець дещо простіше; тут наведено його основні кроки.
Лема.  Нехай A — евклідова кільце, M — вільний A-модуль, а N — його підмодуль. Тоді N також вільний, його ранг не перевершує рангу M, причому існує такий базис {e1, e2, … em} модуля M і такі ненульові елементи {u1, … uk} кільця A, що {u1e1, … ukek} — базис N і ui+1 ділиться на ui.
Доведення того, що N вільний, проводиться індукцією за m. База m = 0 очевидна, доведемо крок індукції. Нехай M1 породжено елементами {e1, e … m-1}, N1 — перетин M1 і N — за припущенням індукції вільний. Останні координати елементів N у базисі {e1, e … m} утворюють підмодуль кільця A (тобто ідеал), A — кільце головних ідеалів, тому цей ідеал породжений одним елементом; якщо ідеал нульовий — N збігається з N1, якщо ж він породжений елементом k, досить додати в базис N1 один вектор, остання координата якого дорівнює k.
Тепер ми можемо написати матрицю з елементами з A, відповідну вкладенню N в M: у стовпцях матриці запишемо координати базисних векторів N у деякому базисі M. Опишемо алгоритм зведення цієї матриці до діагонального вигляду елементарними перетвореннями. Міняючи місцями рядки і стовпці, перемістимо у верхній лівий кут ненульовий елемент a з найменшою нормою. Якщо всі елементи матриці на нього діляться — віднімаємо перший рядок від інших з таким коефіцієнтом, щоб усі елементи першого стовпця (крім першого елемента) стали нульовими; потім аналогічно віднімаємо перший стовпець і переходимо до перетворень квадрата, що залишився в правому нижньому куті, розмірність якого на одиницю менша. Якщо ж є елемент b, що не ділиться на a — можна зменшити мінімум норми за ненульовими елементами матриці, застосувавши до пари (a, b) алгоритм Евкліда (елементарні перетворення дозволяють це зробити). Оскільки норма — натуральне число, ми рано чи пізно прийдемо до ситуації, коли всі елементи матриці діляться на a. Легко бачити, що по закінченню роботи цього алгоритму базиси M і N задовольняють усім умовам леми.
Закінчення доведення.  Розглянемо скінченнопороджений модуль T з системою твірних {e1, e … m}. Існує гомоморфізм з вільного модуля {\displaystyle A^{m}} у цей модуль, який відображає базис {\displaystyle A^{m}} у систему породжувальних. Застосувавши до цього відображення теорему про гомоморфізм, отримаємо, що T изоморфний фактору {\displaystyle A^{m}/{\text{ker}}f}. Зведемо базиси {\displaystyle A^{m}} і {\displaystyle {\text{ker}}f} до вигляду базисів у лемі. Легко бачити, що
{\displaystyle A^{m}/(u_{1}e_{1},u_{2}e_{2},\ldots u_{k}e_{k})\cong A/(u_{1})\oplus \ldots \oplus A/(u_{k})\oplus A^{n-k}}
Кожен скінченний доданок тут можна розкласти в добуток примарних, оскільки кільце A факторіальне (див. статтю Китайська теорема про остачі). Щоб довести єдиність цього розкладу, потрібно розглянути підмодуль скруту (тоді розмірність вільної частини описується в інваріантних термінах як розмірність фактора за крученням), а також підмодуль p-кручення для кожного простого елемента p кільця A. Число доданків вигляду {\displaystyle A/(p^{n})} (для всіх n) інваріантно описується як розмірність підмодуля елементів, які анулюються множенням на p, як векторного простору над полем {\displaystyle A/(p)}.

## Наслідки
Випадок {\displaystyle R=\mathbb {Z} } дає класифікацію скінченнопороджених абелевих груп.
Нехай T — лінійний оператор на скінченновимірному векторному просторі V над полем K. V можна розглядати як модуль над {\displaystyle K[T]} (дійсно, його елементи можна множити на скаляри та на T), зі скінченновимірності випливає скінченнопородженість і відсутність вільної частини. Останній інваріантний фактор — мінімальний многочлен, а добуток усіх інваріантних факторів — характеристичний многочлен. Вибравши стандартну форму матриці оператора T, що діє на просторі {\displaystyle K[T]/p(T)}, отримуємо такі форми матриці T на просторі V:
- інваріантні фактори + супутня матриця дає фробеніусову нормальну форму
- примарні фактори + жорданів блок дає жорданову нормальну форму (у випадку, коли поле K алгебрично замкнуте).